# Eisden

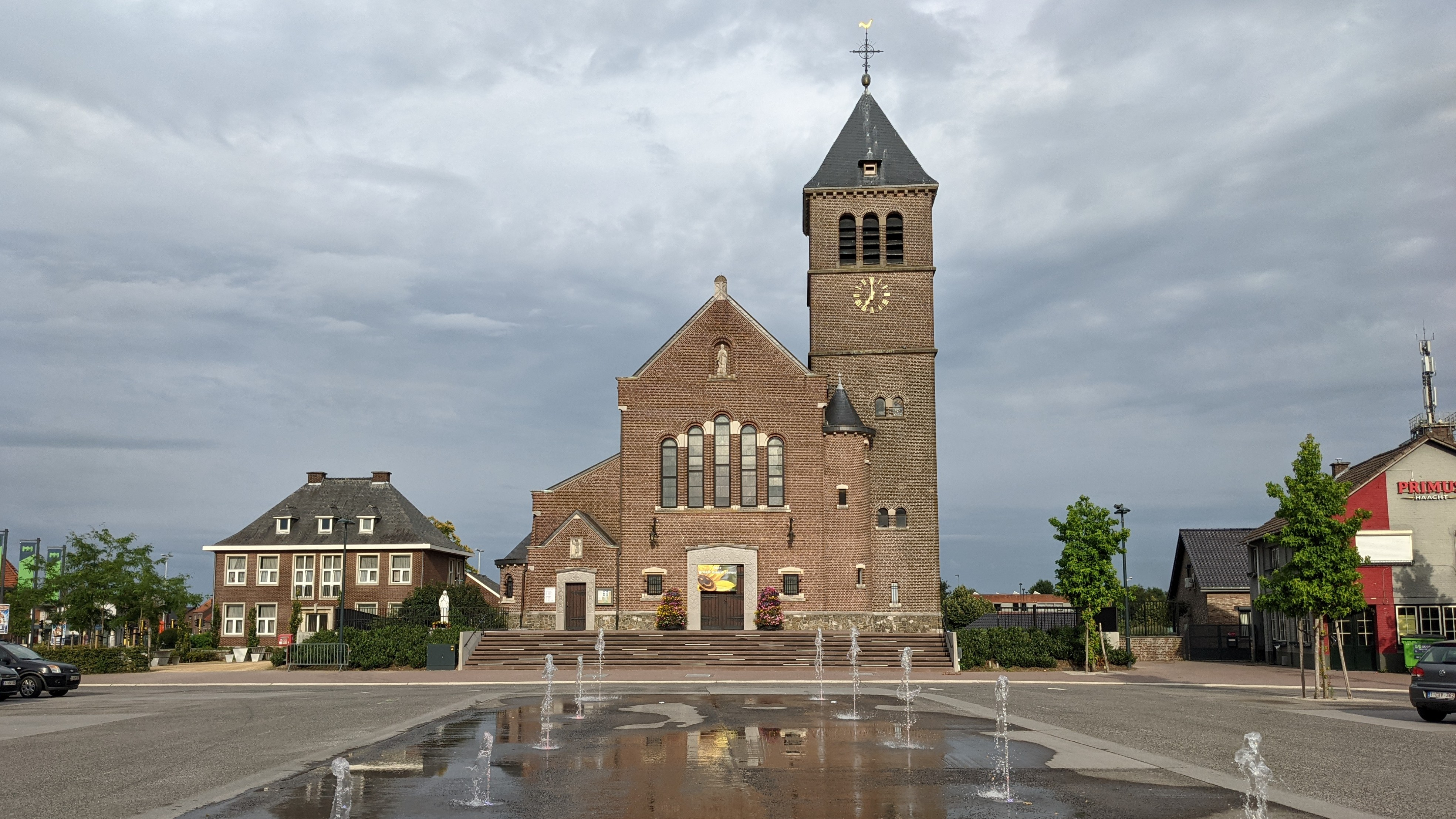
Sint-Willibrorduskerk en Vrijthof in Eisden-Dorp

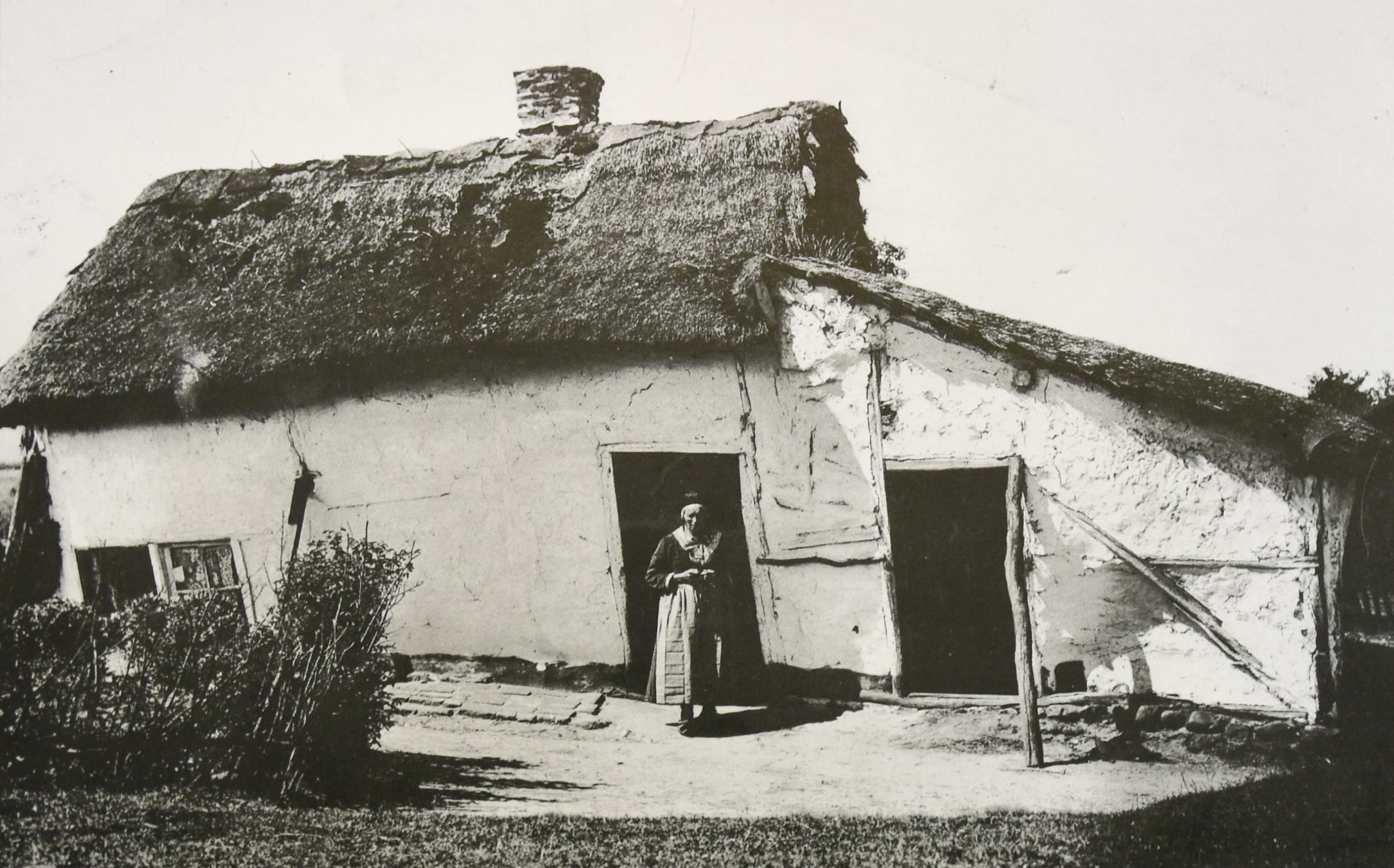
Mie Merken bij haar kelderhut op de heide in het huidige Eisden-Tuinwijk in 1903

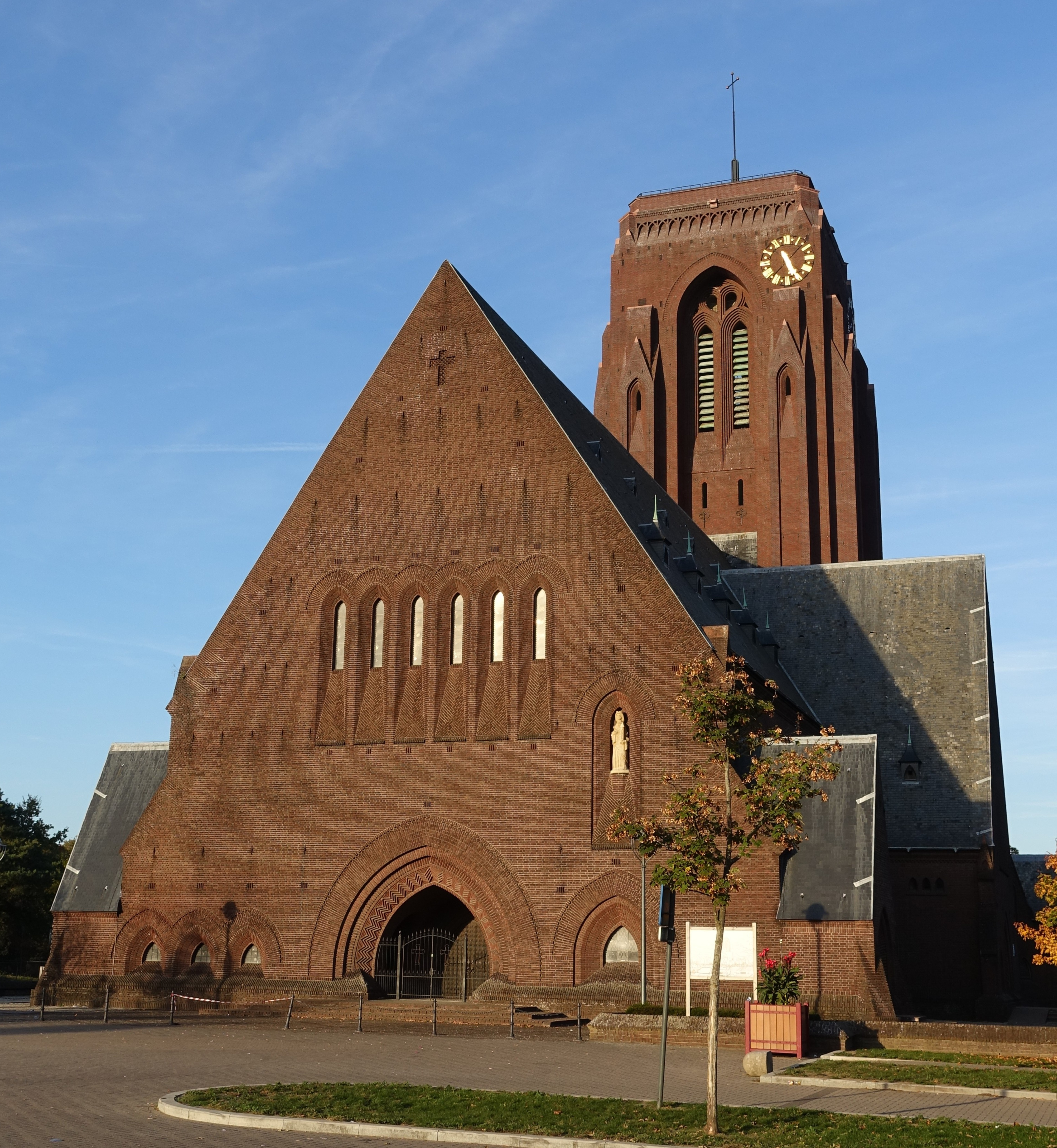
De Sint-Barbarakerk in Eisden-Tuinwijk, Mijnkathedraal

Eisden is een deelgemeente van de gemeente Maasmechelen in de Belgische provincie Limburg, het was een zelfstandige gemeente tot aan de gemeentelijke herindeling van 1971. Eisden is vooral bekend vanwege de voormalige steenkoolmijn van Eisden, die een belangrijk aandeel in de ontwikkeling van deze plaats heeft gehad. De deelgemeente Eisden is verdeeld in twee delen namelijk Eisden-Dorp en Eisden-Tuinwijk, deze laatste wordt in de volksmond Eisden-Cité genoemd.

## Etymologie
Eisden werd voor het eerst schriftelijk vermeld in 1234, als Eskede. Hoewel de oorsprong van de naam niet geheel duidelijk is, wordt vermoed dat esk staat voor gemeenschappelijk bouwland, zie es, dan wel voor ee (water). Skede zou kunnen staan voor schede (scheiding).

## Geschiedenis
Het tegenwoordige Eisden ontstond uit het gehucht Mulheim, waarvan de geschiedenis teruggaat tot de Romeinse tijd, en dat tegenwoordig deel uitmaakt van Lanklaar, een deelgemeente van Dilsen-Stokkem. Rond 725 werd Mulheim aan de heilige Willibrordus geschonken.
Tijdens de 10e eeuw was Eisden in het bezit van de Heren van Kessenich. Omstreeks 912 werd het geschonken aan de Abdij van Thorn. De Heren van Leut hadden oorspronkelijk de voogdij over Eisden, doch dit leidde geleidelijk aan tot toe-eigening. Zo ontstond er een slepend conflict tussen de abdij en de Heer van Leut. In 1553 werd dan het bezit gekocht van de abdij door Balthasar van Vlodrop, die toen Heer van Leut was. Sindsdien vormden Eisden, Leut en ook Meeswijk samen een Rijksheerlijkheid. In 1752 kwam de familie Van Mewen in bezit van deze heerlijkheid. In 1794 werd het ancien régime opgeheven door de Fransen.
De parochie, gewijd aan de heilige Willibrordus, is zeer oud. Ze ontstond waarschijnlijk vanuit de 8e-eeuwse kapel van Mulheim. De parochie van het dorp Vucht splitste zich hier in 1843 van af. Vanouds was het tiendrecht en het patronaatsrecht van de parochie in handen van de abdij van Thorn.
Tot aan het eind van de 18de eeuw bleef Eisden een Maaslands boerendorpje bij de Heirbaan van Maastricht naar Nijmegen (die parallel loopt aan de Maas). Begin 19de eeuw kwam het dorp tussen de Napoleonsweg of de N78 en de Zuid-Willemsvaart te liggen.
Toen de steenkoolmijn van Eisden zich hier vestigde werden ten westen van de Zuid-Willemsvaart nieuwe cité's voor de mijnwerkers aangelegd, bekendstaand als Eisden-Tuinwijk. Het oorspronkelijke dorp, ten oosten van de Zuid-Willemsvaart, wordt aangeduid als Eisden-Dorp.
In 1971 fuseerde Eisden met Mechelen-aan-de-Maas, Vucht en Opgrimbie tot de nieuwe gemeente Maasmechelen.

## Demografische ontwikkeling
- Bronnen:NIS, Opm:1831 tot en met 1961=volkstellingen

## Politiek
| Tijdspanne | Tijdspanne      | Burgemeester          |
| ---------- | --------------- | --------------------- |
|            | ? - An IX RF    | Mathieu Joseph Booten |
|            | An IX RF - 1807 | Georgie Conings       |
|            | 1807 - ?        | Mathieu Op t broek    |
|            | ? - ?           | Gisbertus Dexters     |
|            | ...             |                       |
|            | 1948 - 1964     | Albert Dexters        |

## Bezienswaardigheden
- De Sint-Willibrorduskerk, de parochiekerk van Eisden-Dorp, aan het Vrijthof
- Voormalig gemeentehuis, aan het Vrijthof
- De Sint-Barbarakerk, een mijnkathedraal te Eisden-Tuinwijk
- Eisden-Tuinwijk, aangelegd vanaf 1911 om het personeel van de steenkoolmijn te huisvesten, een historisch belangrijk ensemble.
- De directeurswoning te Eisden-Tuinwijk, in een park van 5 ha, waarin zich ook het standbeeld De Mijnwerker bevindt, door J. Ilsbroux (1996) ter herdenking van de 50e verjaardag van de komst der eerste Italiaanse gastarbeiders
- Het Koninginnepark, aangelegd naar aanleiding van het bezoek van Koningin Elisabeth in 1922. Hier bevindt zich een standbeeld van deze koningin, vervaardigd door Alfred Courtens (1929)
- Standbeeld De Mijnwerker, door Oscar Bronckaers (1975)
- Tal van overblijfselen van de imposante installaties van de Steenkoolmijn van Eisden, waaronder schachtbokken en diverse gebouwen die een herbestemming hebben gekregen
- Terhills, poort naar het Nationaal Park Hoge Kempen, dat voor een gedeelte in Eisden ligt, met het Ecotron
- Gedenkteken Mijn Verleden, tegenover het hoofdgebouw van de mijn, door Pollie Gregoor; een 7,8 meter groot monument, vervaardigd van mijnmateriaal
- Het Kruinenpad dat toegang geeft tot het Greven, een verzakkingsgebied en drinkwaterproductiecentrum in Eisden-Dorp

## Musea
- Museum van de Mijnwerkerswoning, een heringerichte mijnwerkerswoning te Eisden-Tuinwijk.

## Natuur en landschap
Eisden-Dorp ligt nabij de Maasuiterwaard, waarin na de Tweede Wereldoorlog grindwinning heeft plaatsgevonden. De ontstane grindplas met omgeving is omgevormd tot het natuurgebied Maasbempder Greend, ten noorden waarvan zich het natuurgebied Mazenhoven bevindt.
De Zuid-Willemsvaart snijdt Eisden-Dorp af van het mijngebied, dat zich uitstrekt tot de rand van het Kempens Plateau. De hoogte loopt op tot 55 meter aan de voet van de steilrand. Het mijngebied bestaat uit een uitgestrekte woonwijk en het voormalig mijnterrein, dat omgezet is in het Recreatiedomein Maasvallei. Voorts vindt men hier de toegangspoort tot het Nationaal Park Hoge Kempen, dat grotendeels op het grondgebied van Lanklaar en Mechelen-aan-de-Maas is gelegen.

## Economie

### Steenkoolmijn
Op 2 augustus 1901 werden in het nabijgelegen As door André Dumont commercieel interessante steenkolenlagen ontdekt en vlak voor de Eerste Wereldoorlog verscheen er ver buiten het dorp Eisden, aan de overkant van het kanaal, in het heide- en bosgebied de steenkoolmijn van Eisden, toen Charbonnage Limbourg-Meuse genoemd, die in 1923 begon te produceren. Sindsdien werden ten westen van de oorspronkelijke kom een groot aantal tuinwijken (cités) aangelegd. De bevolking vertienvoudigde door immigratie, onder meer van Oost-Europese mijnwerkers. De mijn werd in 1987 gesloten.
De terreinen van de steenkoolmijn werden sindsdien geherstructureerd. Een aantal voormalige mijngebouwen werd sindsdien gerestaureerd en deze kregen een nieuwe bestemming, onder meer ten behoeve van recreatie en commercie.
Tegenwoordig ligt in Eisden het belangrijkste commerciële centrum van het Limburgse Maasland. Op het vroegere mijnterrein, omgedoopt tot Leisure Valley, is in 2001 het outlet-center Maasmechelen Village verrezen. In 2013 werd de eerste fase van de Hoofdpoort naar het Nationaal Park Hoge Kempen gerealiseerd op het voormalig mijnterrein, in de vorm van een klein bezoekerscentrum. In de opvolgende jaren zal deze hoofdpoort - Connecterra - verder worden uitgebouwd in het kader van project Terhills.
Een deel van het recreatiedomein Maasvallei, nu deel van Terhills, ligt eveneens op Eisdens grondgebied.

## Sport en Cultuur
Eisden is ook de thuishaven van de in 1942 door de Eisdense kapelaan Vanschoenbeek gestichte voetbalclub die nu Patro Eisden Maasmechelen heet en in het gemeentelijk voetbalstadion bezoekende ploegen ontvangt. In Eisden werd een van de eerste volleybalclubs van Limburg opgericht, de Koninklijke Volharding Eisden Maasmechelen. In Eisden ligt ook het begin en de aankomst van de Eddy Merckx-fietsroute.

## Galerij

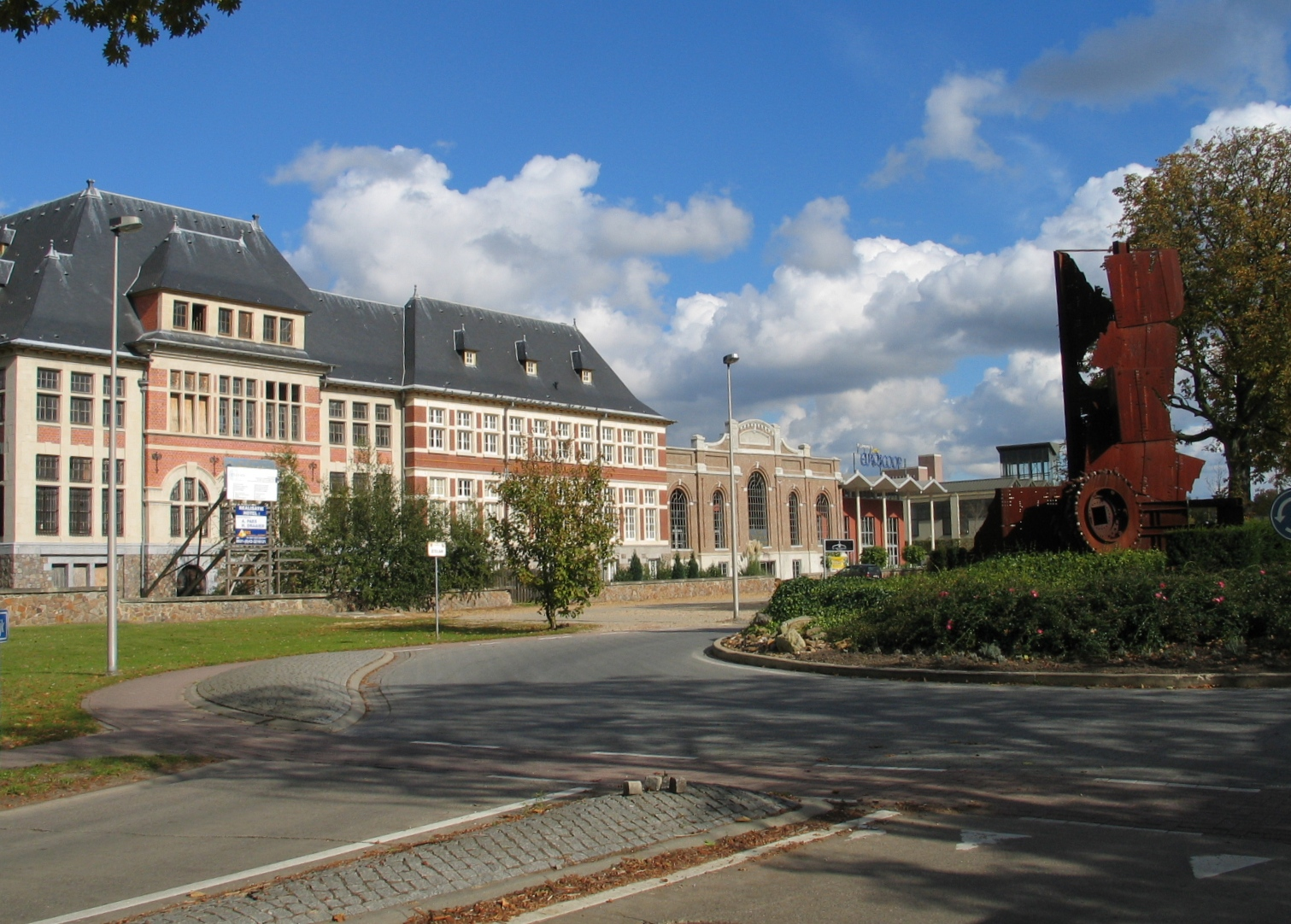
Gerestaureerde mijngebouwen en Mijn Verleden
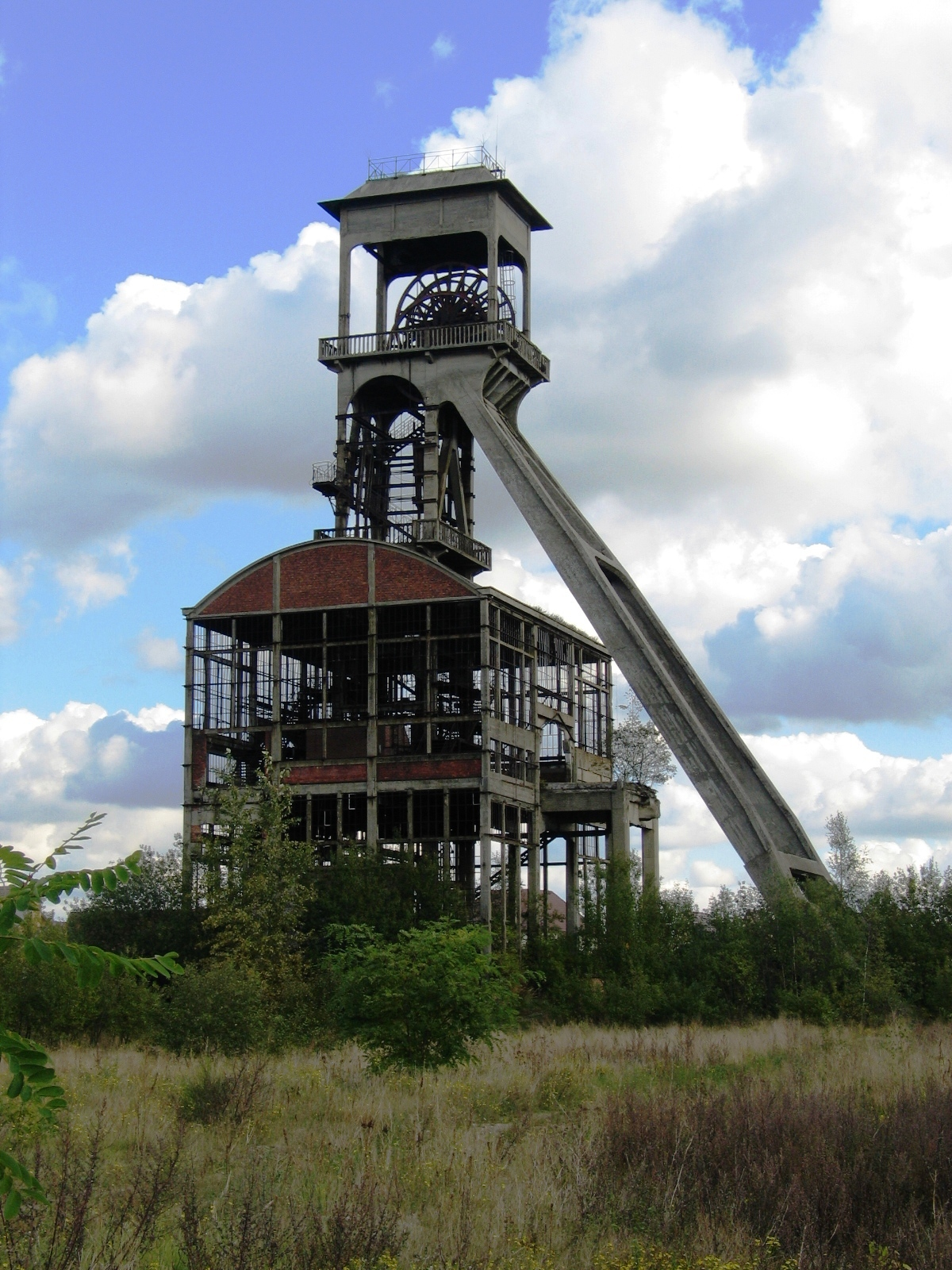
Bok boven een mijnschacht te Eisden
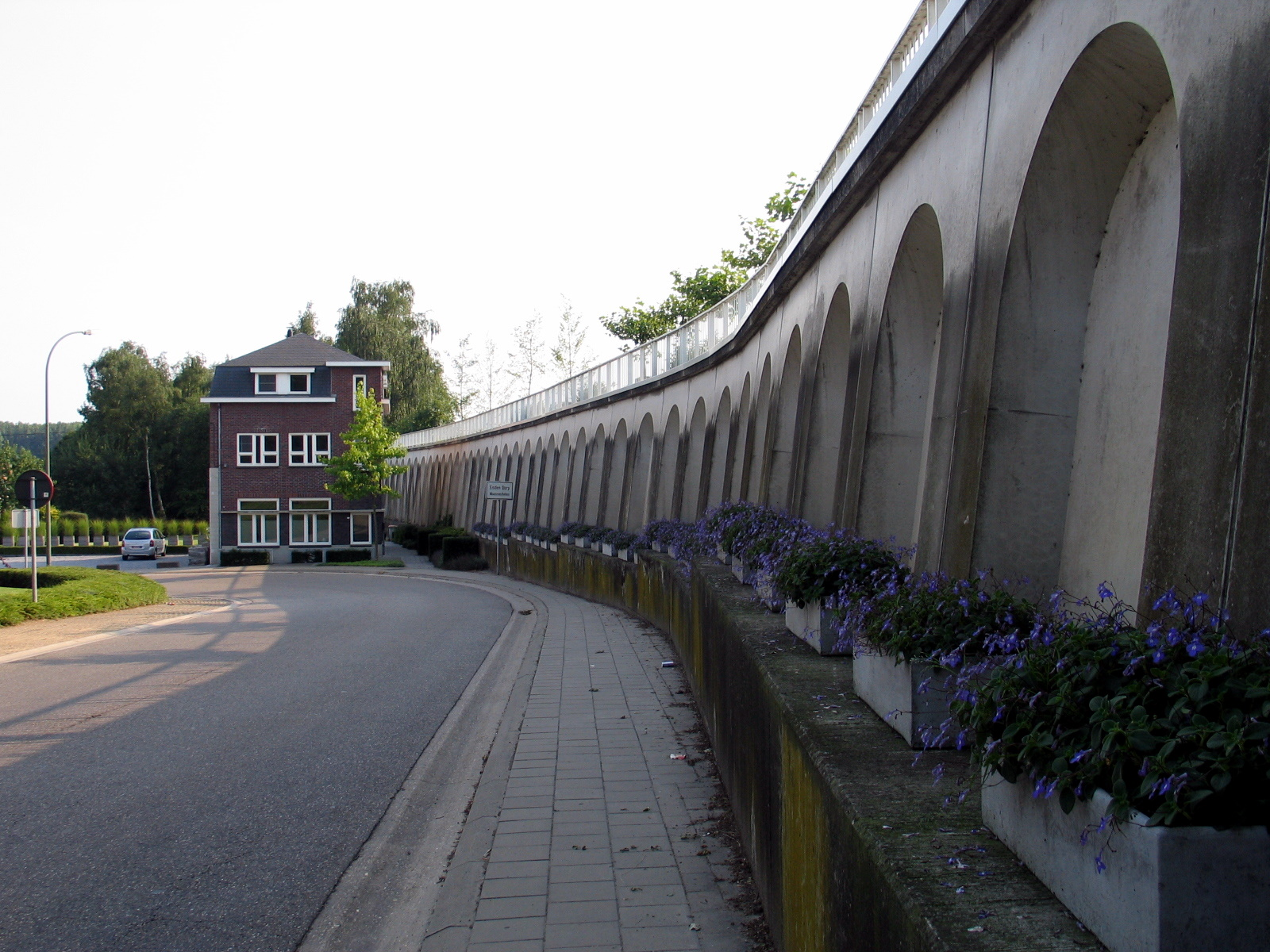
Illustratie van de grondverzakking in Eisden als gevolg van de steenkoolontginning. Het huis lag ooit op hetzelfde niveau als de reling
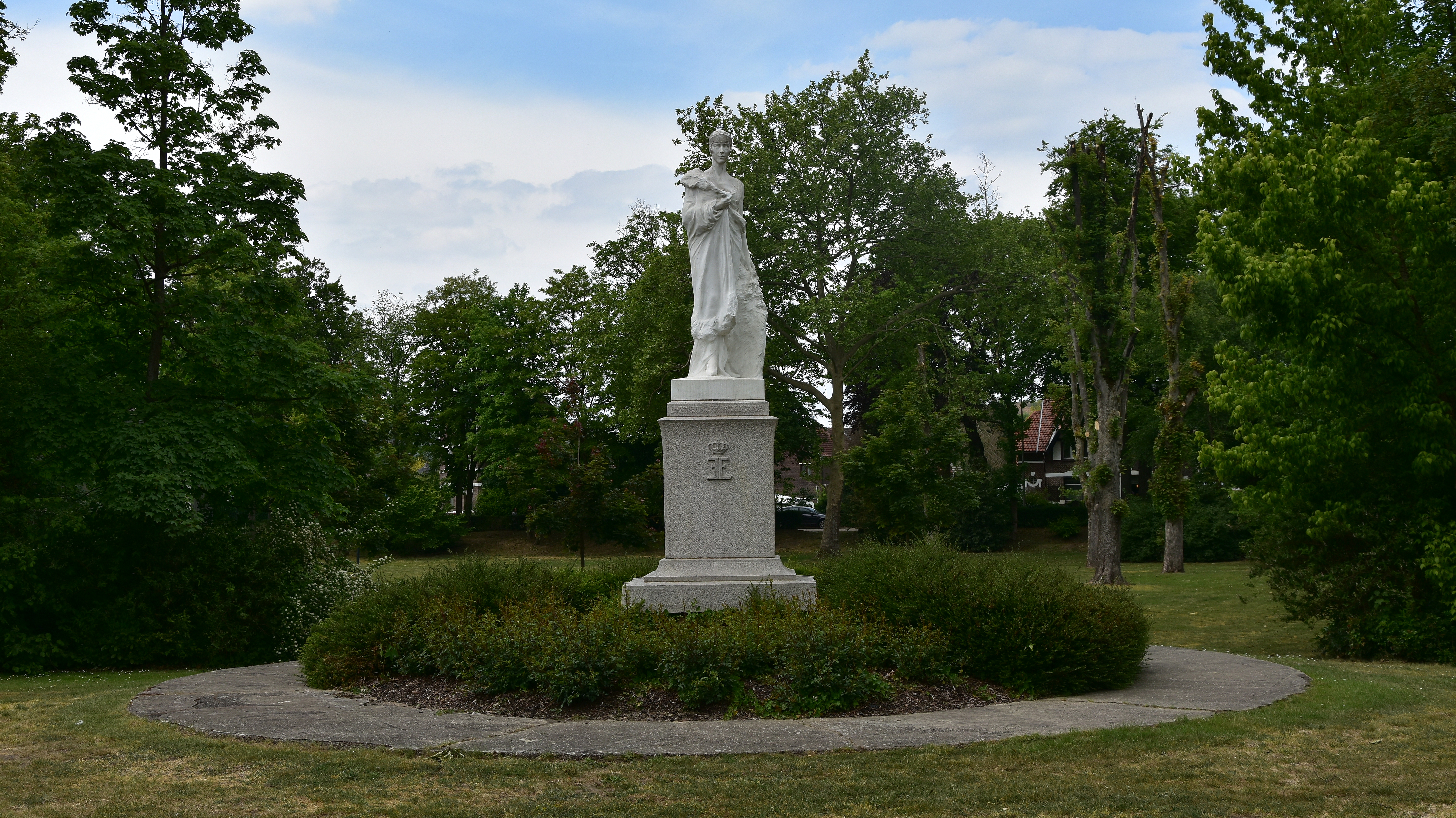
Koninginnepark met standbeeld van koningin Elisabeth
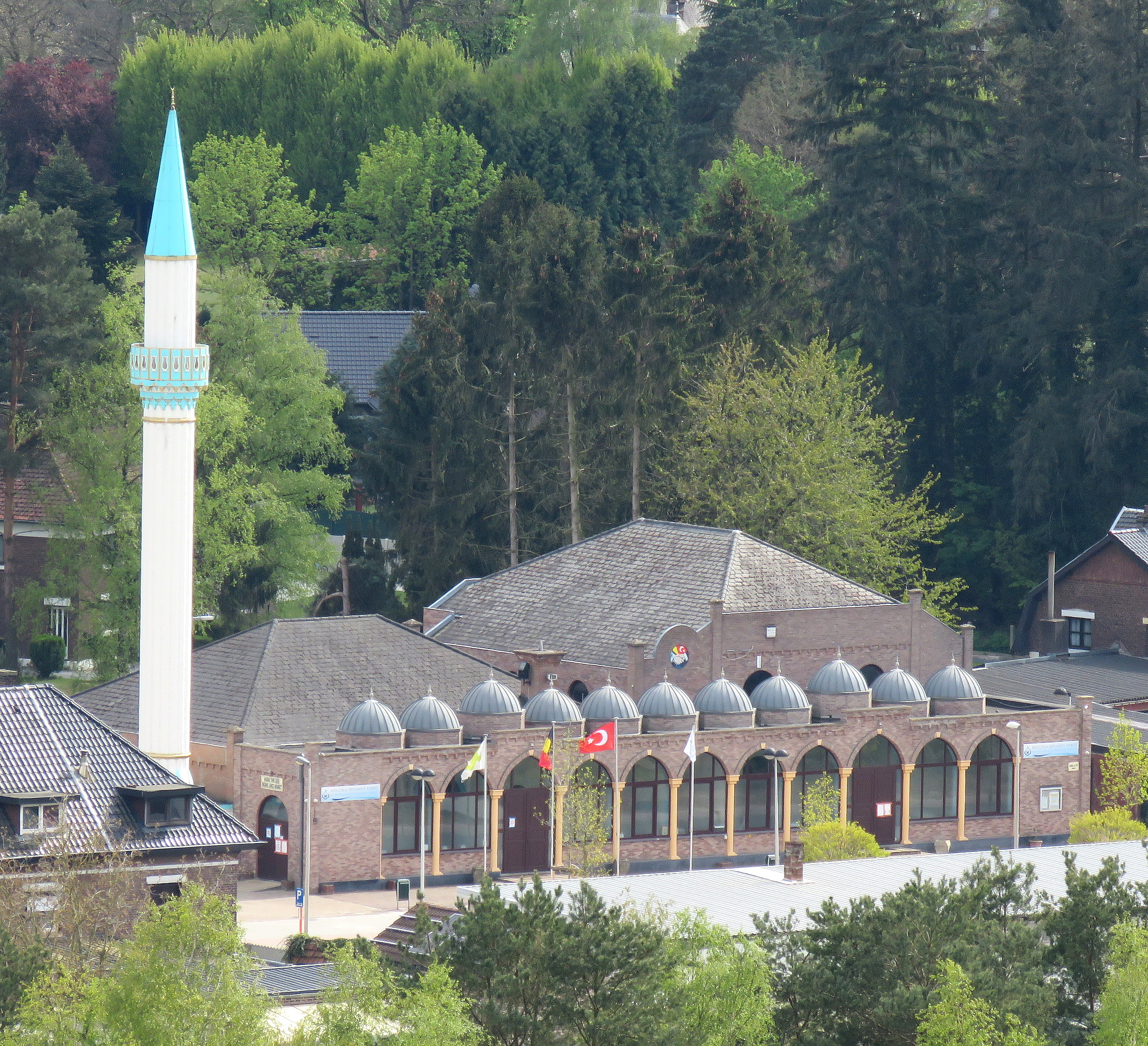
Turkse Tevhid Moskee
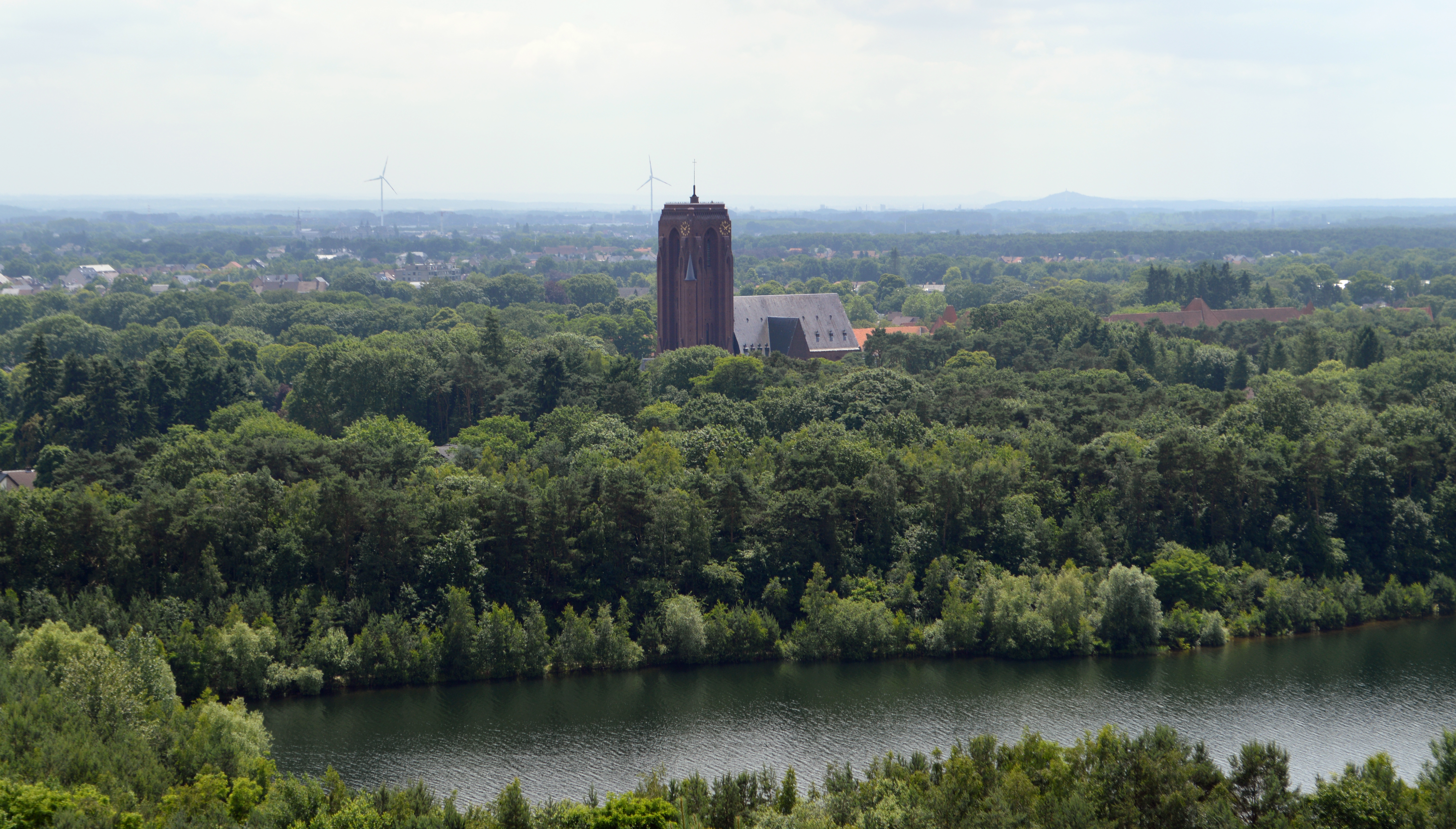
Zicht op Eisden-Tuinwijk met typische kerktoren en laanbomen, vanaf de Lange Terril in Terhills

## Nabijgelegen kernen
Mechelen-aan-de-Maas, Vucht, Leut, Lanklaar

## Bekende personen
- Jules De Cremer (1927 - 2010), politicus
- Bart Ramakers (1963), fotograaf